# Carina Bär
Carina Bär, född den 23 januari 1990 i Heilbronn i Västtyskland, är en tysk roddare.
Hon tog OS-silver i scullerfyra i samband med de olympiska roddtävlingarna 2012 i London.
Vid de olympiska roddtävlingarna 2016 i Rio de Janeiro tog hon guld i scullerfyra tillsammans med Annekatrin Thiele, Julia Lier och Lisa Schmidla.